# Naives-Rosières
Naives-Rosières település Franciaországban, Meuse megyében. Lakosainak száma 809 fő (2022. január 1.). Naives-Rosières Vavincourt, Bar-le-Duc, Behonne, Érize-Saint-Dizier, Loisey, Resson és Rumont községekkel határos.

## Népesség
A település népességének változása:
| Lakosok száma | 440  | 857  | 942  | 853  | 796  | 802  | 802  | 803  | 805  | 809  |
|               | 1968 | 1982 | 1990 | 2006 | 2013 | 2015 | 2017 | 2019 | 2020 | 2022 |